# Politikåret 1953

## Händelser

### Januari
- 20 januari – Dwight D. Eisenhower tillträder som USA:s 34:e president.[1]

### Mars
- 6 mars – Josef Stalin efterträds av Georgij Malenkov, Nikolaj Bulganin och Nikita Chrusjtjov som Sovjetunionens ledare

### Maj
- 1 maj – Med anledning av prisökningen i Sverige höjs folkpensionen med 25 % så att en ensam pensionär får 1 750 kronor om året.

### Juni
- 5 juni – Kung Fredrik IX undertecknar Danmarks rikes grundlag.

### Juli
- 27 juli – Koreakriget tar slut i och med att USA, Kina, Nordkorea och Sydkorea undertecknar en överenskommelse om vapenstillestånd.

### September
- 30 september - Hans Hedtoft efterträder Erik Eriksen som Danmarks statsminister.[2]

### Oktober
- 22 oktober – Kungariket Laos utropar sig fullt självständigt.[3]

## Val och folkomröstningar
- 13 januari – Josip Broz Tito väljs till Jugoslaviens president.
- 21 april – Folketingsval i Danmark.
- 28 juni – Alltingsval på Island.
- 6 september – Förbundsdagsval i Västtyskland.
- 22 september – Folketingsval i Danmark, det första enligt 1953 års grundlag.
- 12 oktober – Stortingsval i Norge.

## Organisationshändelser
- 13 februari – Nordiska rådet håller sitt första möte.
- Okänt datum – En grupp bryter sig ur All India Forward Bloc och bildar Marxist Forward Bloc.
- Okänt datum – People's progressive party of Malaysia bildas.
- Okänt datum – Social Credit-partiet i Nya Zeeland bildas.

## Födda
- 26 januari – Anders Fogh Rasmussen, Danmarks statsminister 2001–2009.
- 19 februari – Cristina Fernández de Kirchner, Argentinas president 2007–2015.
- 15 mars – Kumba Yala, Guinea-Bissaus president 2000–2003.
- 6 maj – Tony Blair, Storbritanniens premiärminister 1997–2007.
- 15 juli – Jean-Bertrand Aristide, Haitis president 1991–1995 och 2001–2004.
- 12 augusti – Carlos Mesa, Bolivias president 2003–2005.
- 26 december
  - Leonel Fernández, Dominikanska republikens president 1996–2000 och sedan 2004.
  - Toomas Hendrik Ilves, Estlands president sedan 2006.

## Avlidna
- 11 januari – Noe Zjordania, Demokratiska republiken Georgiens sista president 1918–1921.
- 5 mars – Josef Stalin, Sovjetunionens kommunistiska partis förste generalsekreterare 1922–1953.
- 14 mars – Klement Gottwald, Tjeckoslovakiens president 1948–1953.
- 9 april – Stanisław Wojciechowski, Polens president 1922–1926.
- 20 juli – Dumarsais Estimé, Haitis president 1946–1950.
- 12 oktober – Hjalmar Hammarskjöld, Sveriges statsminister 1914–1917.
- 22 november – Jorge Meléndez, El Salvadors president 1919–1923.

### Fotnoter
1. ↑  ”United States” (på engelska). World Statesmen. http://www.worldstatesmen.org/United_States.html. Läst 23 september 2012.
2. ↑  ”Denmark” (på engelska). World Statesmen. http://www.worldstatesmen.org/Denmark.html. Läst 2 augusti 2015.
3. ↑  ”Laos” (på engelska). World Statesmen. http://www.worldstatesmen.org/Laos.htm. Läst 22 november 2012.